# Pleurota amaniella
Pleurota amaniella is een vlinder uit de familie sikkelmotten (Oecophoridae). De wetenschappelijke naam is voor het eerst geldig gepubliceerd in 1873 door Mann.
De soort komt voor in Europa.